# The Barefoot Contessa
The Barefoot Contessa is een Amerikaanse film uit 1954 onder regie van Joseph L. Mankiewicz met in de hoofdrollen Ava Gardner en Humphrey Bogart.
De film gaat over een danseres die een succesvolle filmactrice wordt in Hollywood. Scenarist Mankiewicz haalde zijn inspiratie uit het leven van actrice Rita Hayworth. Uiteindelijk speelde echter niet zij, maar Ava Gardner de hoofdrol..
De film, gebaseerd op een origineel script van Joseph L. Mankiewicz, was geen succes in de bioscopen. Wel was er veel waardering van de critici en de film viel ruim in de prijzen. Edmond O'Brien kreeg zowel een Golden Globe voor beste mannelijke bijrol als een Oscar voor beste mannelijke bijrol.

## Verhaal
De zakenmagnaat Kirk Edwards wil een film laten maken, puur en alleen om zijn ego te strelen. Hij huurt regisseur Harry Dawes, een Hollywoodveteraan in om zijn droom waar te maken. Dawes is niet gelukkig met zijn uitverkiezing maar ook hij moet zijn rekeningen betalen. In een nachtclub in Madrid ontdekken Hawes en Edwards de prachtige danseres Maria Vargas. Vargas heeft een onafhankelijke geest en loopt graag blootsvoets. Maria tekent een filmcontract bij Edwards en speelt haar eerste rol in de film die Dawes regisseert. Dankzij de inzet van PR-man Oscar Muldoon wordt de film een groot succes en Maria Vargas de nieuwe Hollywoodsensatie. Het succes trekt ook mannen aan en Maria geniet met volle teugen. Dit alles tot grote weerzin van Kirk Edwards die Maria onder de duim probeert te houden. Als de playboy Alberto Bravano de aandacht van Maria trekt, begint ze gelijk een relatie met hem. Al snel blijkt Alberto een lege huls en Maria krijgt genoeg van hem. Als de playboy haar vervolgens publiekelijk vernedert, wordt hij in zijn gezicht geslagen door een andere man. Die man is graaf Vincenzo Torlato-Favrini en hij blijkt al snel de droomprins van Maria te zijn. Het tweetal trouwt en Maria is de nu de 'gravin op blote voeten'. Maar dan pakken donkere wolken zich samen. De graaf is impotent als gevolg van een oorlogswond. Hij wil echter graag een zoon om te voorkomen dat de familienaam van Torlato-Favrini zal uitsterven. Niet veel later bezoekt Harry Dawes zijn voormalige ster in Italië. Maria vertelt over haar impotente man en bekent dat ze zwanger is van een ander. Ze is ervan overtuigd dat die graag het kind zal willen en vertrouwt Harry toe dat ze van plan is alles op te biechten. Als Harry die avond terugkeert hoort hij schoten. Hij snelt naar boven en treft de graaf aan bij het lijk van zijn vrouw. Torlato-Favrini weet niets van Maria's zwangerschap maar is ervan overtuigd dat ze hem ontrouw was. De diepbedroefde Harry besluit te zwijgen over de zwangerschap van Maria.

## Rolverdeling

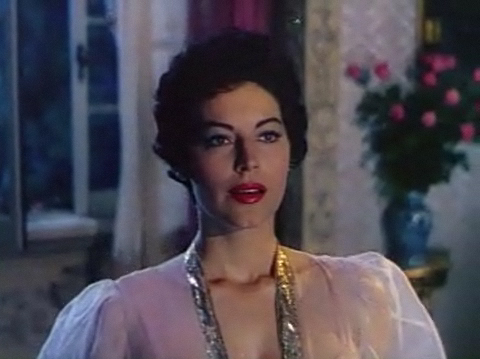
Ava Gardner als de barefoot contessa

| Acteur             | Personage             |
| ------------------ | --------------------- |
| Ava Gardner        | Maria Vargas          |
| Humphrey Bogart    | Harry Dawes           |
| Edmond O'Brien     | Oscar Muldoon         |
| Rossano Brazzi     | Graaf Torlato-Favrini |
| Warren Stevens     | Kirk Edwards          |
| Franco Interlenghi | Pedro                 |

## Achtergrond

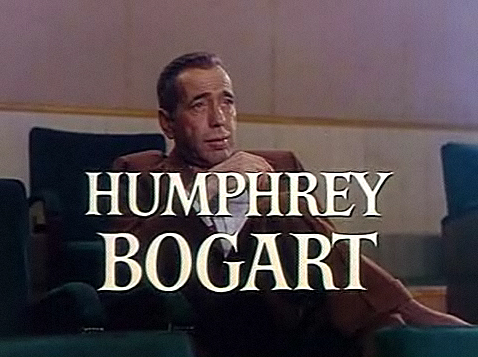
Humphrey Bogart

Joseph L. Mankiewicz baseerde zijn scenario op het leven van de beroemde Hollywoodactrice Rita Hayworth. Net als het personage Maria Vargas was Hayworth van Latijns-Amerikaanse afkomst. Ze zou later ook met een droomprins trouwen en wel een echte, prins Aly Khan. Maar ook actrice Ava Gardner leverde stof voor het scenario. Zij liep bijvoorbeeld ook graag blootvoets. Ook de stormachtige verhouding die Gardner onderhield met filmmagnaat Howard Hughes is in het scenario terug te vinden in de verhouding tussen Maria Vargas en Kirk Edwards.

## Productie

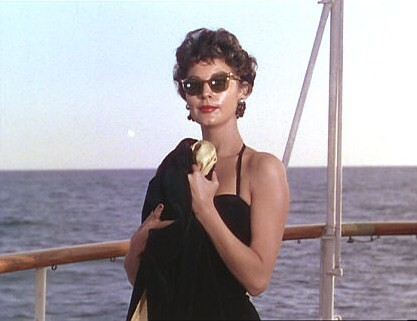
Gardner op zee

De film werd opgenomen in Italië in de Cinecittà Studios in Rome en op locatie in Rome en San Remo. Ava Gardner had nog nooit eerder gedanst in een film maar kreeg nu de kans. In de film danst haar personage een flamenco. Om goed voor de dag te komen oefende ze drie weken lang elke dag haar danspassen. De scène werd opgenomen in Tivoli, net buiten Rome in een olijfboomgaard. Er waren zo'n honderd zigeuners gevraagd om het ritme mee te klappen op de muziek van een langspeelplaat. Toen de plaat brak, bleven de zigeuners de maat meeklappen. Uiteindelijk werd die scène gebruikt in de film. Gardner was blij met haar rol maar haatte de publiciteitscampagne. De tekst van de advertentie: "The World's Most Beautiful Animal' (Het mooiste beest van de wereld) bleef haar nog lang achtervolgen.